# بری ویلکینسون
بری ویلکینسون (انگلیسی: Barry Wilkinson; ۱۶ ژوئن ۱۹۳۶ – ۰ مهٔ ۲۰۰۴) بازیکن فوتبال اهل انگلستان بود که در پست هافبک دفاعی در لیورپول بازی می‌کرد.
از باشگاه‌هایی که در آن بازی کرده‌است می‌توان به باشگاه فوتبال ترانمره راورز و باشگاه فوتبال لیورپول اشاره کرد.
وی در ۱۹۳۵ در بیشاپ اوکلند به‌دنیا آمد و در ۲۰۰۴ در لیورپول در سن ۶۸ سالگی درگذشت.